# Ignazio Abate
Ignazio Abate (* 12. listopadu 1986, Sant'Agata de' Goti, Itálie) je italský fotbalový trenér, který od léta 2024 trénuje třetiligovou Ternanu. Je bývalý Fotbalový obránce a reprezentant Itálie. Jedenáct sezon odehrál za mateřský klub Milán se kterým vyhrál titul v sezoně 2010/11.
Jeho otec je bývalý brankář Beniamino Abate, který čtyři roky chytal v Interu a od roku 2001 působí jako trenér brankařů v mládežnických týmech v Milánu.

## Hráčská kariéra

### Klubová

#### Začátky a hostování
Fotbalovou kariéru začal v mládežnickém týmu týmu Rescaldina. V roce 1999 odešel do mládežnického Milána. První utkání za dospělí tým odehrál 3. prosince 2003 v italském poháru proti Sampdorii (1:0) ve věku 17 let. V evropských pohárech nastoupil prvně 9. prosince 2003 proti Celtě Vigo (1:2) a ustanovil rekord jako nejmladší hráč Rossoneri, který nastoupil v LM (ve věku 17 let a 27 dnů). Tento rekord byl později překonán o osm let později Bryanem Cristantem, který debutoval proti Viktorii Plzeň v 16 letech 9 měsících a 6 dnech.
Do sezony 2004/05 nastoupil v dresu třetiligové Neapole, kde byl poslán na hostování. Odehrál zde 33 utkání a vstřelil 2 branky. V následující sezoně byl opět poslán na hostování a to do druholigové Piacenze, kde odehrál jen 13 utkání. Více času na hřišti dostal v sezoně 2006/07 v druholigové Modeně. Nastoupil celkem do 41 utkání a pomohl tak zachránit klub v soutěži.

#### Empoli a Turín
Před sezonou 2007/08 se Rossoneri rozhodli druhou polovinu prodat do Empoli, která hrála v nejvyšší lize. Uplatnil se jako pravý záložník. Svůj první branku v nejvyšší lize vstřelil proti Janovu (1:0) dne 27. dubna 2008. Celkem v sezoně odehrál 38 utkání a vstřelil 2 branky, ale sestupu do 2. ligy nezabránil. Po skončení sezony si jej Rossoneri vykoupili zpět a později jej opět druhou polovinu prodali do Turína. V říjnu se zranil a chyběl dva měsíce. I tak nastoupil do celkem 29 utkání, při kterých vstřelil 2 branky, ale sestupu do 2. ligy nezabránil. 

#### Milán
Dne 24. června 2009, ve věku 22 let se vrátil k Rossoneri, která jej vykoupila. Kouč Leonardo s ním už počítal natrvalo a on se od začátku sezony usazoval na pravém kraji obrany. V první sezoně pomohl klubu k 3. místu v lize a v LM byl vyřazen v osmifinále. V následující sezoně pod novým trenérem Allegrim získal titul v lize a opět v LM byl vyřazen v osmifinále. V sezoně 2011/12 vyhrál italský superpohár a v lize obsadil 2. místo. V LM byl vyřazen ve čtvrtfinále. V následující sezoně obsadil 3. místo a opět v LM byl vyřazen v osmifinále. Sezona 2013/14 se jemu i klubu nevedlo dobře. V lize obsadil až 8. místo a on sám odehrál v lize jen 19 utkání. V sezoně vstřelil první branku v dresu Rossoneri do sítě Boloně 25. září 2013 (3:3). V LM odehrál své poslední zápasy, když byl vyřazen v osmifinále.
V sezoně 2014/15 získal důvěru trenéra k nošení kapitánské pásky, když byl zraněn kapitán Montolivo. Jako kapitán zvedl pohár za vítězství v italském superpoháru 2016. V sezonách 2017/18 a 2018/19 již nenastupoval často, protože byl zraněný a tak se na konci sezony 2018/19 po ukončení smlouvy rozhodl rozloučit s Rossoneri. Po roce a půl oficiálně ukončil fotbalovou kariéru. Celkem za Rossoneri odehrál 306 utkání a vstřelil 3 branky. 

### Reprezentační
Reprezentoval Itálii v mládežnických kategoriích U18, U19, U20, U21 a U23. Nastoupil i na OH 2008 jako střídající hráč.
V A-mužstvu Itálie debutoval 11. listopadu 2011 v přátelském utkání ve Wroclawi proti Polsku (2:0). Zúčastnil ME 2012 v Polsku a na Ukrajině, kde se Itálie probila až do finále proti Španělsku, kde podlehla 0:4.

Zúčastnil se i MS 2014 v Brazílii. Poslední utkání odehrál 31. března 2015 proti Anglii (1:1).

## Trenérská kariéra
V létě 2021 získal trenérskou licenci a hned získal angažmá v Miláně u mládeže. Hned v první sezoně prohrál finálové finále o juniorský titul.  V následující sezoně povýšil k juniorům (Primavera). Tým dovedl do semifinále juniorské LM UEFA a v následující sezoně až do finále soutěže. To již měl udělanou nejvyšší trenérskou licenci. Po sezoně 2023/24 se rozhodl Rossoneri opustit.
Dne 21. června 2024 byl v Ternaně oficiálně představen jako hlavní trenér.

## Přestupy
- z Milána do Turína za 2 200 000 eur
- z Turína do Milána za 2 800 000 eur

## Statistika

### Klubová
| Sezóna          | Klub            | Liga            | Liga   | Liga | Ligové poháry | Ligové poháry | Ligové poháry | Kontinentální poháry | Kontinentální poháry | Kontinentální poháry | Celkem | Celkem |
| Sezóna          | Klub            | Soutěž          | Zápasy | Góly | Soutěž        | Zápasy        | Góly          | Soutěž               | Zápasy               | Góly                 | Zápasy | Góly   |
| --------------- | --------------- | --------------- | ------ | ---- | ------------- | ------------- | ------------- | -------------------- | -------------------- | -------------------- | ------ | ------ |
| 2003/04         | Milán           | Serie A         | 0      | 0    | IP            | 1             | 0             | LM                   | 1                    | 0                    | 2      | 0      |
| 2004/05         | Neapol          | Serie C1        | 29+4   | 2+0  | -             | 0             | 0             | -                    | 0                    | 0                    | 33     | 2      |
| 2005/06         | Piacenza        | Serie B         | 13     | 0    | IP            | 0             | 0             | -                    | 0                    | 0                    | 13     | 0      |
| 2006/07         | Modena          | Serie B         | 38     | 1    | IP            | 3             | 0             | -                    | 0                    | 0                    | 41     | 1      |
| 2007/08         | Empoli          | Serie A         | 35     | 1    | IP            | 1             | 1             | PU                   | 2                    | 0                    | 38     | 2      |
| 2008/09         | Turín           | Serie A         | 27     | 2    | IP            | 2             | 0             | -                    | 0                    | 0                    | 29     | 2      |
| 2009/10         | Milán           | Serie A         | 30     | 0    | IP            | 1             | 0             | LM                   | 5                    | 0                    | 36     | 0      |
| 2010/11         | Milán           | Serie A         | 29     | 0    | IP            | 2             | 0             | LM                   | 6                    | 0                    | 37     | 0      |
| 2011/12         | Milán           | Serie A         | 29     | 0    | IP+IS         | 2+1           | 0             | LM                   | 8                    | 0                    | 40     | 0      |
| 2012/13         | Milán           | Serie A         | 27     | 0    | IP            | 2             | 0             | LM                   | 4                    | 0                    | 33     | 0      |
| 2013/14         | Milán           | Serie A         | 19     | 1    | IP            | 1             | 0             | LM                   | 8                    | 0                    | 28     | 1      |
| 2014/15         | Milán           | Serie A         | 23     | 0    | IP            | 2             | 0             | -                    | 0                    | 0                    | 25     | 0      |
| 2015/16         | Milán           | Serie A         | 27     | 1    | IP            | 1             | 0             | -                    | 0                    | 0                    | 28     | 1      |
| 2016/17         | Milán           | Serie A         | 23     | 0    | IP+IS         | 2+1           | 0             | -                    | 0                    | 0                    | 26     | 0      |
| 2017/18         | Milán           | Serie A         | 17     | 1    | IP            | 2             | 0             | EL                   | 8                    | 0                    | 27     | 1      |
| 2018/19         | Milán           | Serie A         | 19     | 0    | IP+IS         | 2+0           | 0+0           | EL                   | 3                    | 0                    | 24     | 0      |
| Celkem za Milán | Celkem za Milán | Celkem za Milán | 243    | 3    | -             | 20            | 0             | -                    | 43                   | 0                    | 306    | 3      |
| Celkově         | Celkově         | Celkově         | 376    | 8    | -             | 27            | 1             | -                    | 45                   | 0                    | 448    | 9      |

### Reprezentační

#### Na velkých turnajích
| Reprezentace | Rok     | Zápasy              | Zápasy | Zápasy      | Zápasy           | Zápasy           | Zápasy            |
| Reprezentace | Rok     | Fáze turnaje        | Datum  | Soupeř      | Odehraných minut | Vstřelené branky | Výsledek          |
| ------------ | ------- | ------------------- | ------ | ----------- | ---------------- | ---------------- | ----------------- |
| Itálie       | OH 2008 | 1. zápas ve skupině | 7. 8.  | Honduras    | 31               | 0                | 3:0               |
| Itálie       | OH 2008 | 2. zápas ve skupině | 10. 8. | Jižní Korea | 13               | 0                | 3:0               |
| Itálie       | OH 2008 | 3. zápas ve skupině | 13. 8. | Kamerun     | 20               | 0                | 0:0               |
| Itálie       | OH 2008 | Čtvrtfinále         | 16. 8. | Belgie      | 22               | 0                | 2:3               |
| Itálie       | ME 2012 | 3. zápas ve skupině | 18. 6. | Irsko       | 90               | 0                | 2:0               |
| Itálie       | ME 2012 | Čtvrtfinále         | 24. 6. | Anglie      | 90               | 0                | 0:0 (4:2 na pen.) |
| Itálie       | ME 2012 | Finále              | 1. 7.  | Španělsko   | 90               | 0                | 0:4               |
| Itálie       | KP 2013 | 1. zápas ve skupině | 16. 6. | Mexiko      | 90               | 0                | 2:1               |
| Itálie       | KP 2013 | 2. zápas ve skupině | 20. 6. | Japonsko    | 31               | 0                | 4:3               |
| Itálie       | KP 2013 | 3. zápas ve skupině | 22. 6. | Brazílie    | 29               | 0                | 2:4               |
| Itálie       | MS 2014 | 2. zápas ve skupině | 20. 6. | Kostarika   | 90               | 0                | 0:1               |

#### Reprezentační branka
| Gól | Datum       | Stadion                               | Soupeř  | Skóre | Výsledek | Soutěž           |
| --- | ----------- | ------------------------------------- | ------- | ----- | -------- | ---------------- |
| 010 | 10. 8. 2011 | Stadio Giuseppe Meazza, Milán, Itálie | Německo | 1:1   | 1:1      | Přátelské utkání |

### Trenérská
| Sezóna  | Klub    | Liga    | Liga   | Liga  | Liga   | Liga   | Liga     | Národní poháry | Národní poháry | Národní poháry | Národní poháry | Národní poháry | Národní poháry | Kontinentální poháry | Kontinentální poháry | Kontinentální poháry | Kontinentální poháry | Kontinentální poháry | Kontinentální poháry | Celkem | Celkem | Celkem | Celkem |
| Sezóna  | Klub    | Soutěž  | Zápasy | Výhry | Remízy | Prohry | Umístění | Soutěž         | Zápasy         | Výhry          | Remízy         | Prohry         | Úspěch         | Soutěž               | Zápasy               | Výhry                | Remízy               | Prohry               | Úspěch               | Zápasy | Výhry  | Remízy | Prohry |
| ------- | ------- | ------- | ------ | ----- | ------ | ------ | -------- | -------------- | -------------- | -------------- | -------------- | -------------- | -------------- | -------------------- | -------------------- | -------------------- | -------------------- | -------------------- | -------------------- | ------ | ------ | ------ | ------ |
| 2024/25 | Ternana | Serie C | ?      | ?     | ?      | ?      | ?. místo | -              | 0              | 0              | 0              | 0              | -              | -                    | 0                    | 0                    | 0                    | 0                    | -                    | ?      | ?      | ?      | ?      |
| Celkově | Celkově | Celkově | 0      | 0     | 0      | 0      | -        | -              | 0              | 0              | 0              | 0              | -              | -                    | 0                    | 0                    | 0                    | 0                    | -                    | 0      | 0      | 0      | 0      |

## Úspěchy

### Klubové
- vítěz italské ligy (1x)

Milán: 2010/11
- vítěz italského superpoháru (2x)

Milán: (2011, 2016)

### Reprezentační
- 1× na MS (2014)
- 1× na ME (2012 - stříbro)
- 1× na Konfederačním poháru (2013 - bronz)
- 1x na OH (2008)
- 1x na ME 21 (2009 - bronz)